# Socorro Marques
Maria do Socorro Marques, ou simplesmente Socorro Marques, (Pombal, 19 de março de 1934 — João Pessoa, 11 de outubro de 2020) foi uma política brasileira.

## Biografia
Filha do casal Antônio Marques de Medeiros e Maria Gil de Medeiros, Socorro nasceu em Paulista (que na época era apenas distrito de Pombal); passou a infância na terra de origem, observando a casa dos pais como um palco político, lhe despertando para a vida pública.
Em Pombal, fez o 1º grau na Escola Normal Arruda Câmara e também frequentou o curso Técnico de Contabilidade do Diocesano na mesma cidade, iniciando o superior de Economia na Fundação Francisco Mascarenhas, em Patos e concluiu na UFPB, em João Pessoa, onde lá também cursou Ciências Contábeis, até 1974.
Casado com Enéas Dantas Filho, agente fiscal do Estado, nasceu os seguintes filhos: Enemarques, Enetônio, Naria Montessori, Magda Eva, Mozart, Wagner (Vavá), Minerva, Mena e Monaci. Profissionalmente, além de professora, ocupou vários cargos na administração estadual; em 1983, retornou a Vista Serrana, onde foi eleita prefeita por dois mandatos, além de eleger dois sobrinhos para o mesmo cargo e o filho Monaci Marques Dantas. Já o filho Vavá chegou a governar São José do Bonfim.
Se radicou em Patos desde de 1983, conquistando um mandato de deputado estadual, no pleito de 1998, na coligação constituída pelo PTB, PSL, PST, PSC, PSDB e PL, obtendo 13.930 votos, sendo que 4.120 só em Patos. Conquistou novamente em 2006, vaga na Assembleia Legislativa da Paraíba, desta vez pela coligação PSD, PAN, PRTB, PHS e PV, com 13.887 votos. Concorreu como prefeita de Patos, em 2008, pelo PSD, obtendo 668 votos, no pleito vencido por Nabor Wanderley. Quando foi em 2010, não concorreu a eleição, colocando o filho Monaci, que conquistou a suplência e assumiu em alguns momentos de licença de integrante de sua coligação.
Uma das lutas referenciais da parlamentar e que, durante os seus mandatos de deputada, não foi possível concretizar, gira em torno da construção de um Centro de Cultura e Tradição Cigana, objetivando difundir a arte de uma parcela da população de Patos e desmistificar a discriminação vivenciada pelos nômades do passado pelo desconhecimento de suas reais características em meio a sociedade. Sobre o trabalho desenvolvido pela parlamentar em evidência, escreveu Zélia Marques em 2011: "Exemplo desse profícuo labutar, norteado da melhor boa fé, já ao alvorecer do mandato, alçando voo a Brasília, levando na pauta o mais importante tema da nossa região - Recursos Hídricos. Mas, não foi apenas viagem, e sim, um fato histórico, quando conseguiu reunir algumas companheiras do legislativo dos estados do Nordeste, formando, assim, mini parlamento do semiárido, na busca de discussões amplas e soluções consistentes, com todos os segmentos governamentais, em torno dessa questão".
Consta também no currículo da parlamentar: secretária adjunta de Acompanhamento e Ação Governamental; coordenadora do Fundo de Desenvolvimento do Estado da Paraíba, na Superintendência de Obras do Plano de Desenvolvimento do Estado (SUPLAN); presidente da Comissão de Orçamento da Assembleia Legislativa e presidente da Fundação Desenvolvimento da Criança e do Adolescente (FUNDAC). Foi pioneira na luta pela construção do Centro de Oncologia de Patos. Suas memórias estão contidas no livro A Trajetória de uma Mulher.
Sem mais interesse de participar da vida pública, Socorro Marques finaliza seu livro “Capítulos de uma História”, que trata da história da sua família e de sua história pessoal de vida. Ela sofreu dois AVCs (um em junho de 2016 e outro no início de setembro de 2018) e seguia com a saúde debilitada.

## Morte
Morreu em 11 de outubro de 2020, aos 86 anos. Ela estava internada desde o dia 6 de outubro em um hospital particular da cidade de João Pessoa e faleceu em decorrência de um infarto.